# سرژ مرلان
سرژ مرلان (فرانسوی: Serge Merlin‎؛ زادهٔ ۱۹۳۳ میلادی - ۱۶ فوریه ۲۰۱۹) بازیگر و کارگردان فیلم اهل فرانسه است.
از فیلم‌ها یا برنامه‌های تلویزیونی که وی در آن نقش داشته‌است، می‌توان به سرنوشت شگفت‌انگیز املی پولن، شهر کودکان گمشده، سامسون، دانتون، و عاج فیل اشاره کرد.